# Krasnosiółka (rejon cudnowski)
Krasnosiółka – wieś w rejonie cudnowskim obwodu żytomierskiego.
Pod rozbiorami siedziba gminy Krasnosiółka w powiecie żytomierskim guberni wołyńskiej.

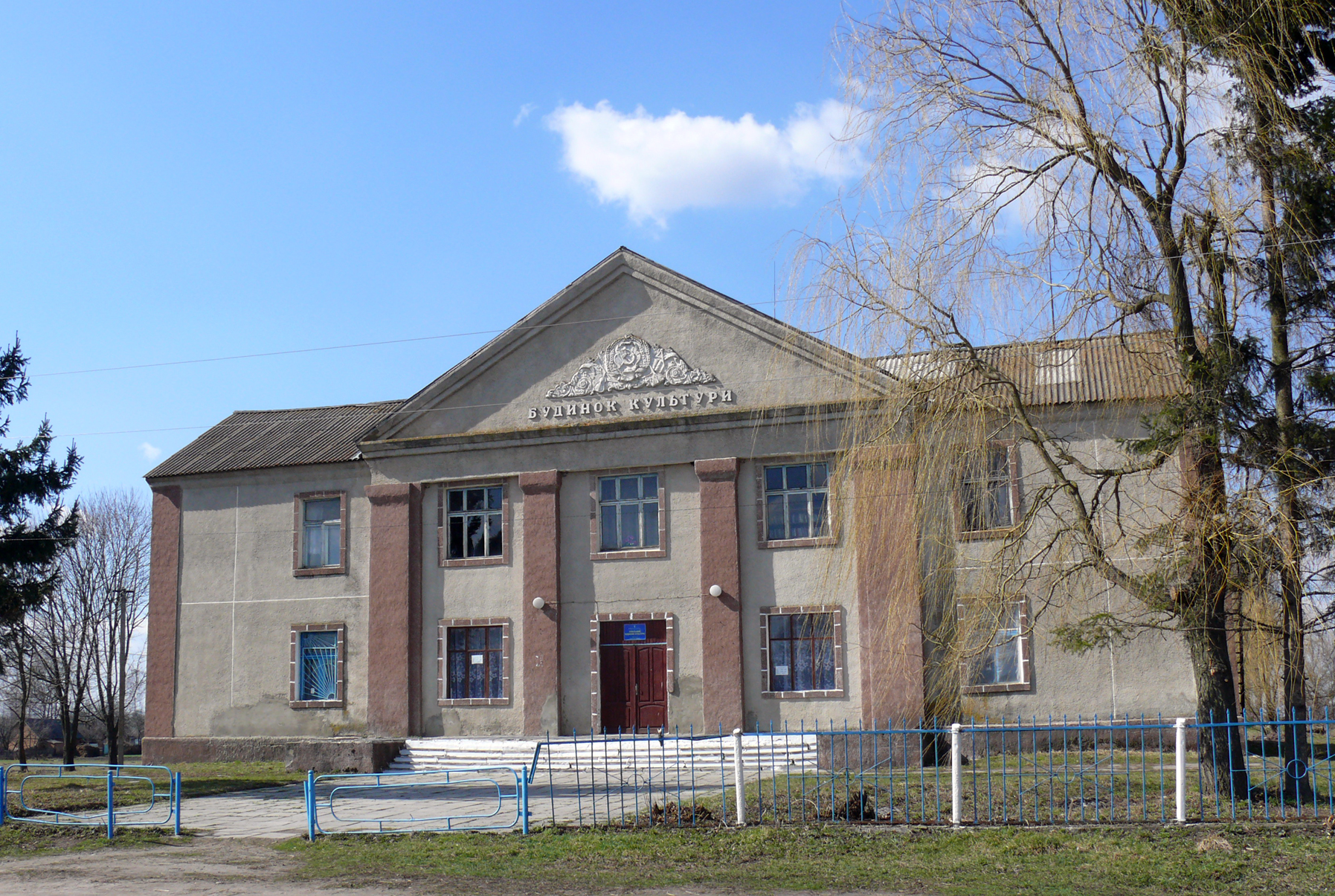
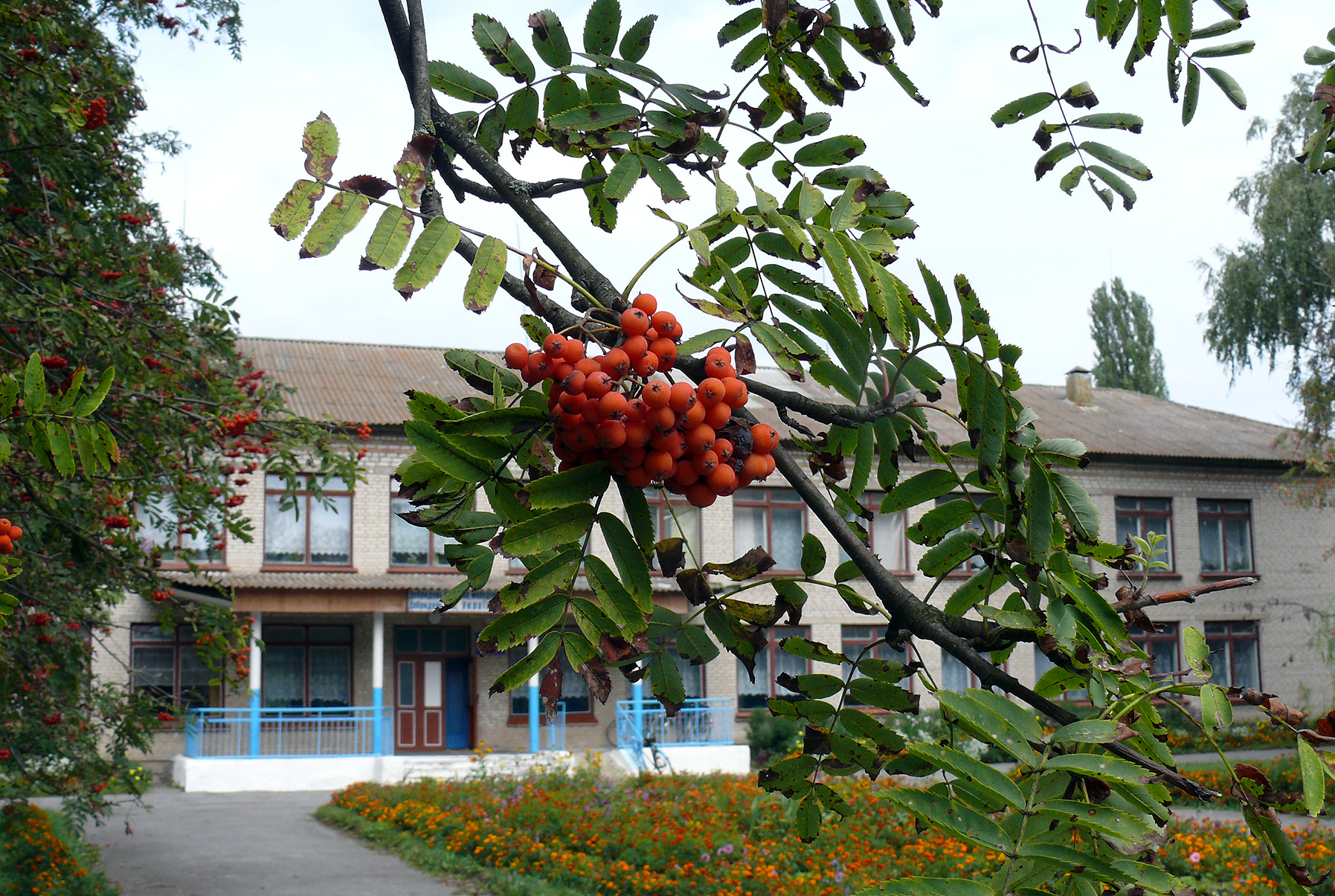
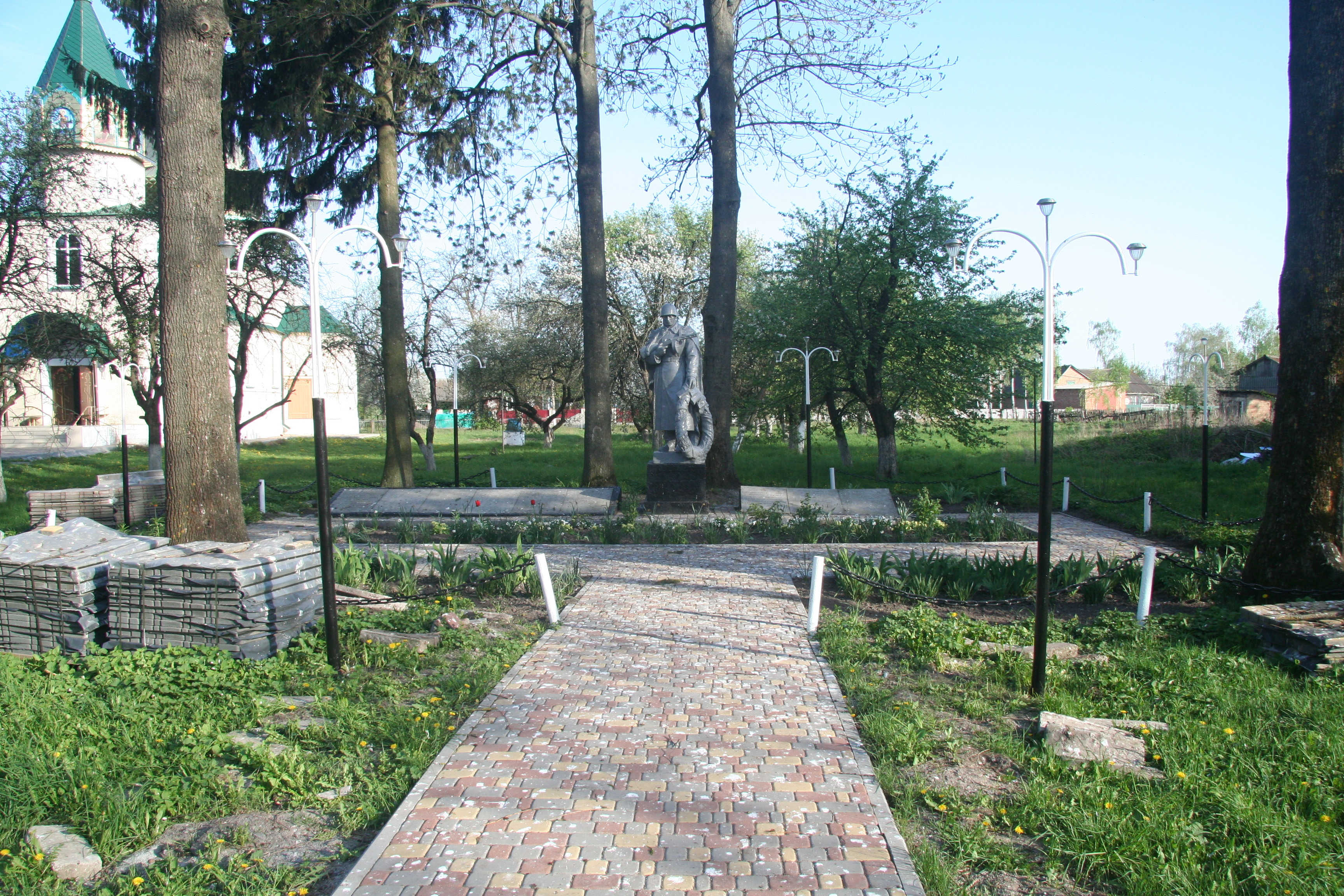
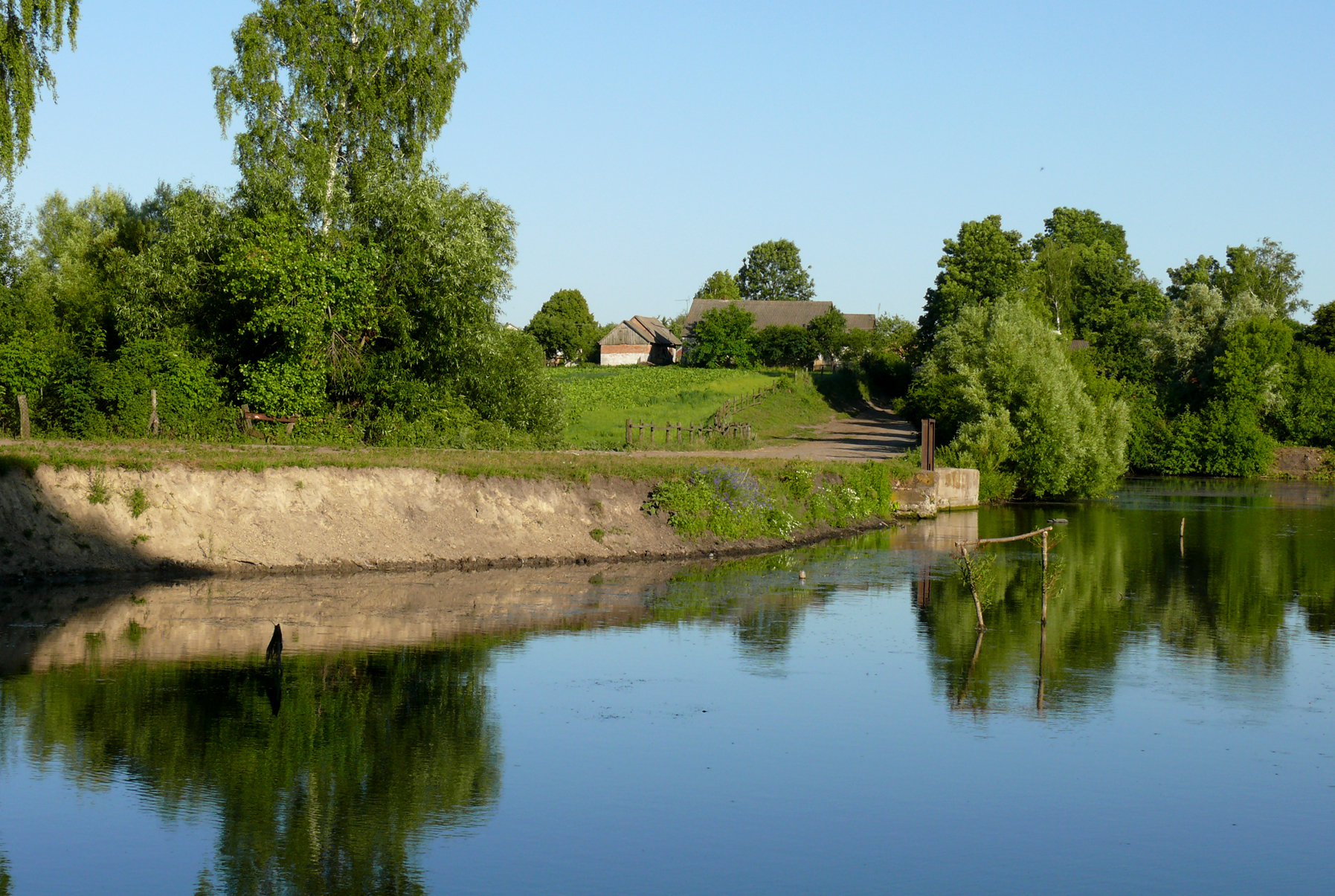
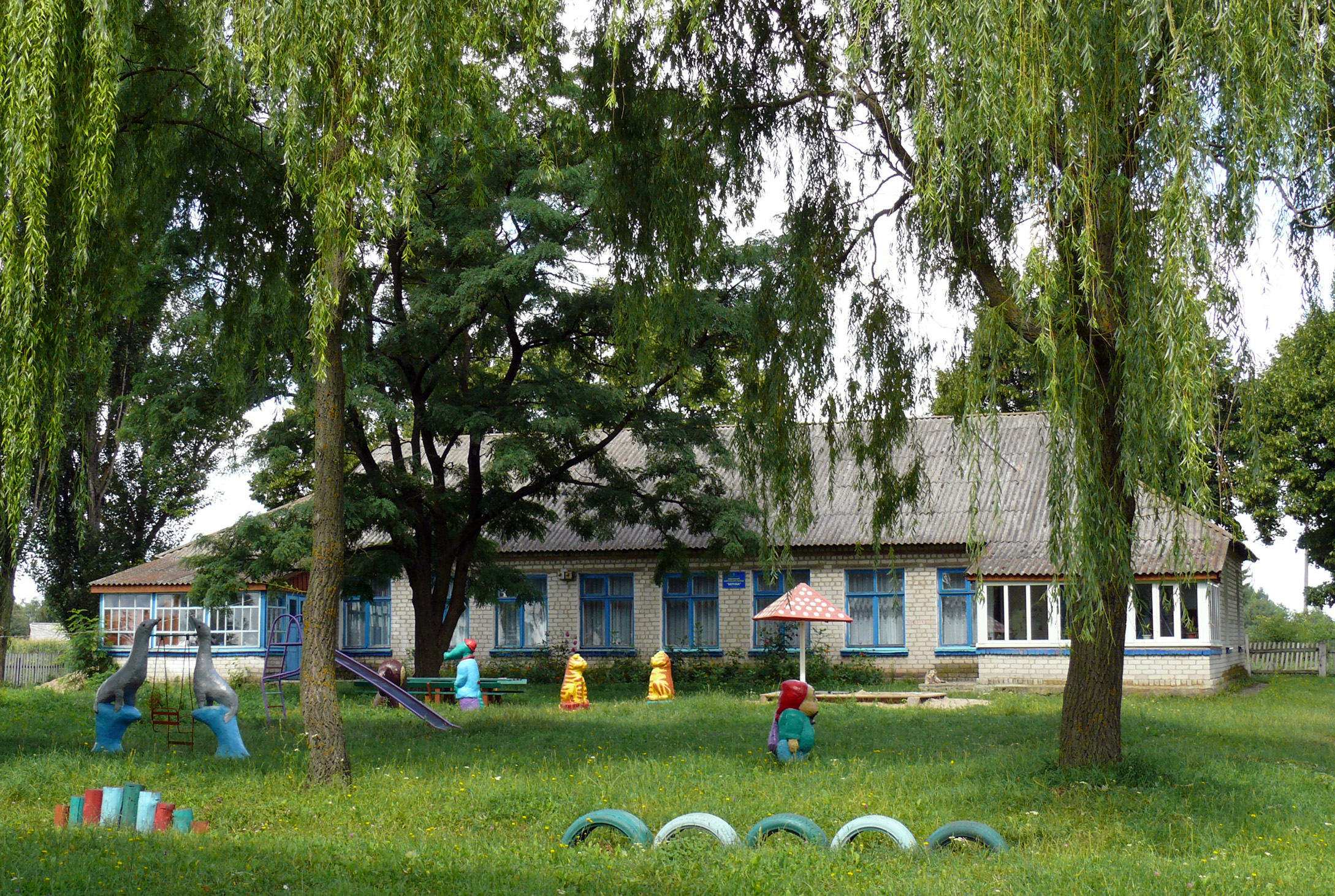
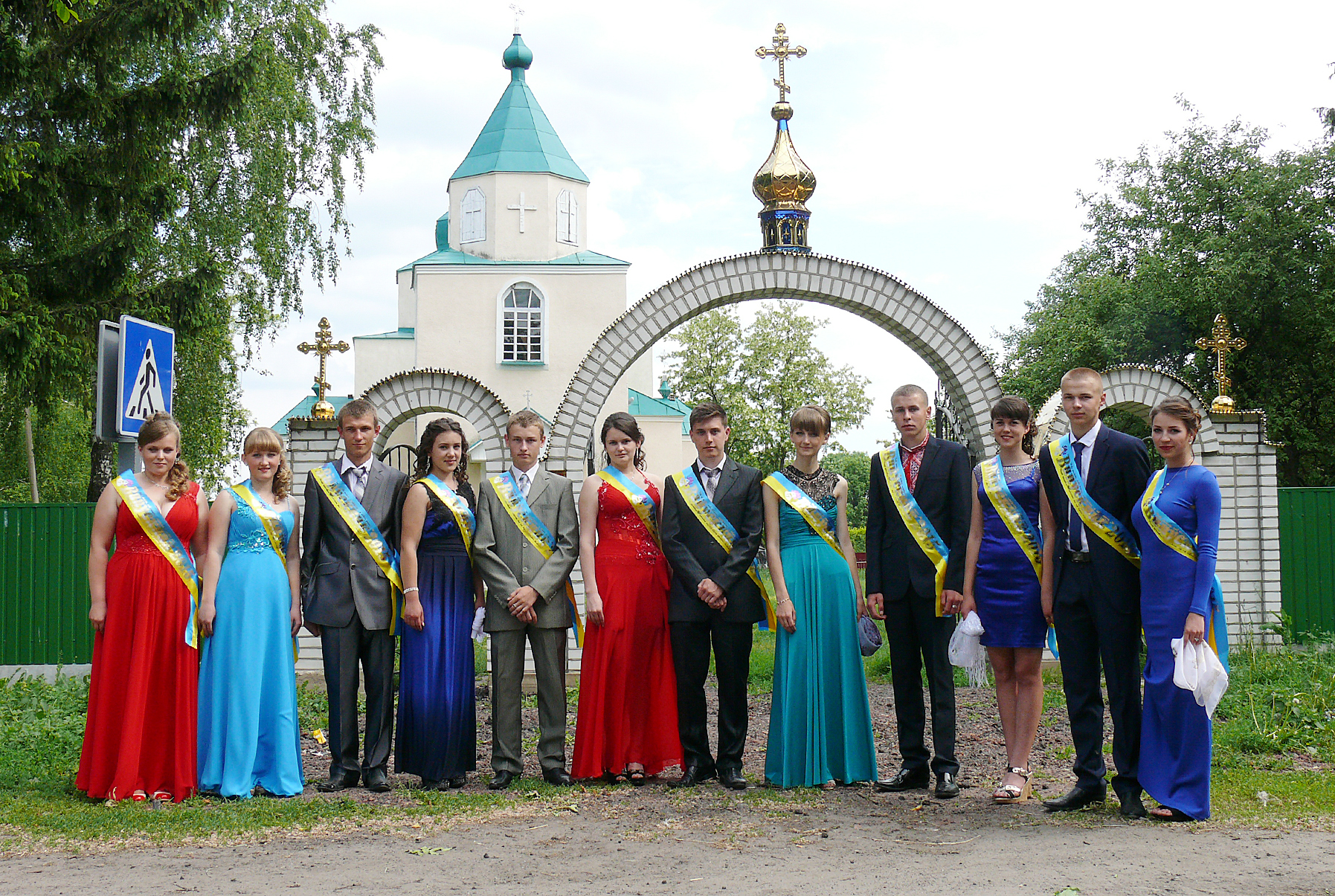
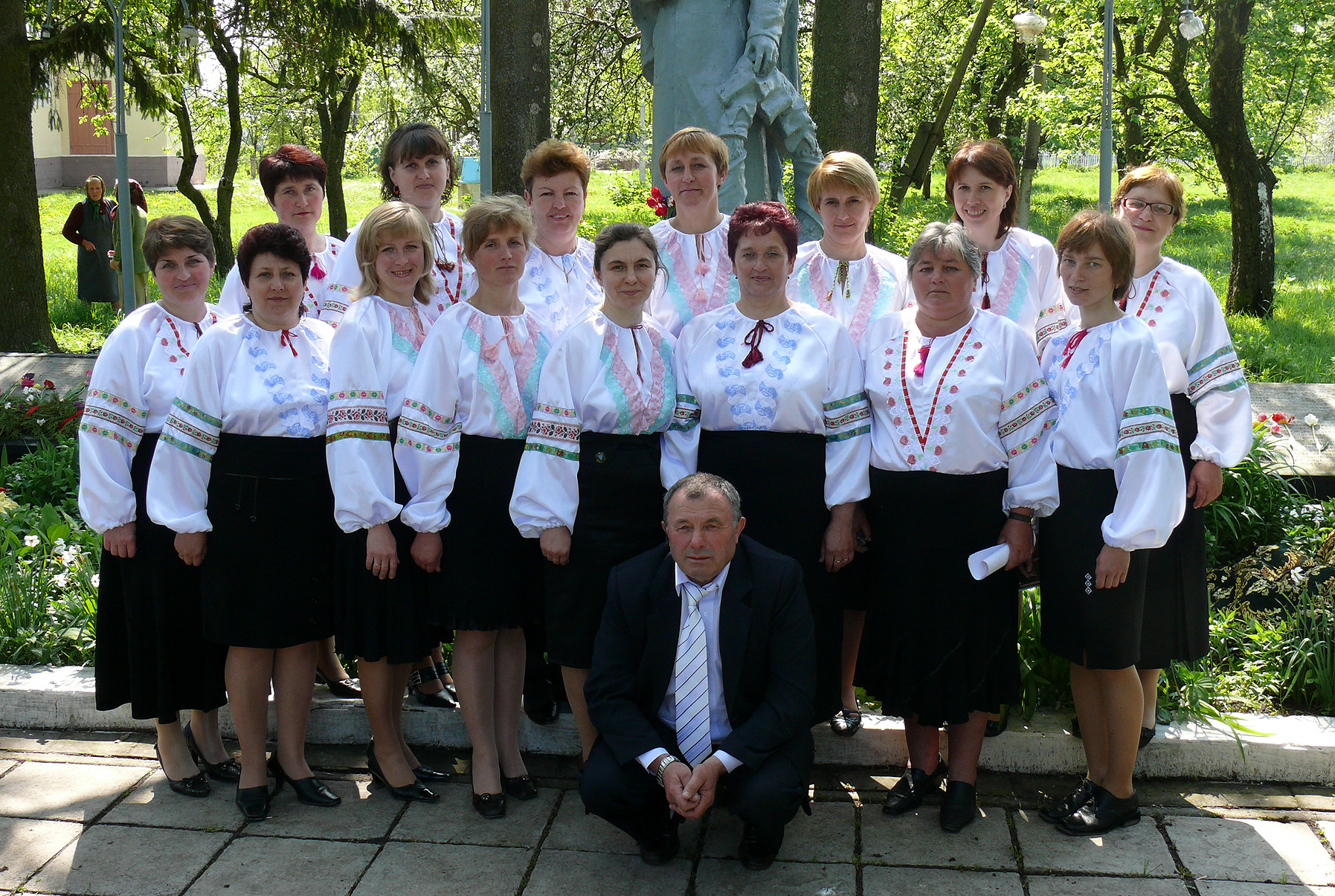
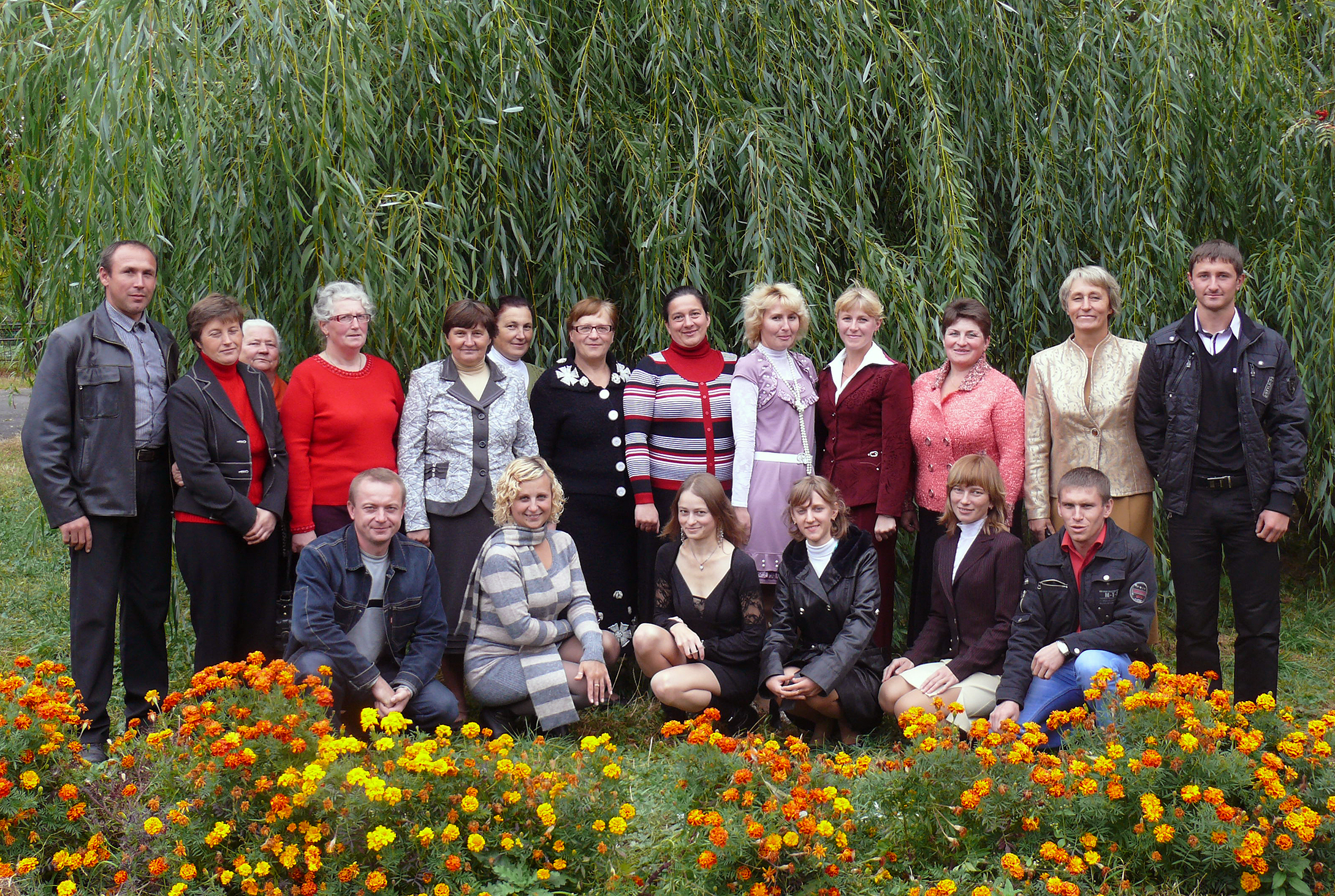
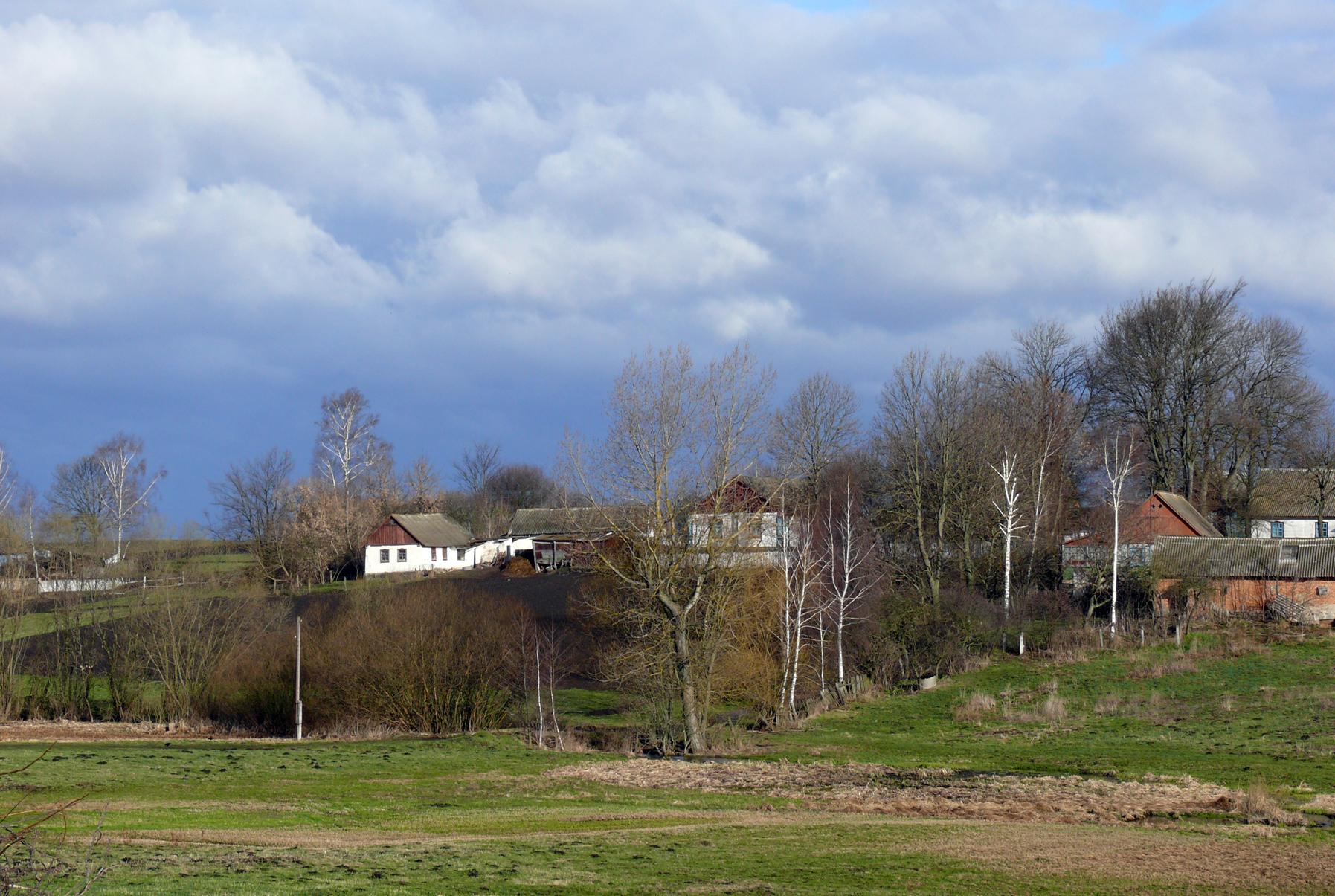